# Delias eudiabolus
Delias eudiabolus är en fjärilsart som beskrevs av Rothschild 1915. Delias eudiabolus ingår i släktet Delias och familjen vitfjärilar.
Artens utbredningsområde är Papua Nya Guinea. Inga underarter finns listade i Catalogue of Life.